# Glasharmonika
|  |
|  |

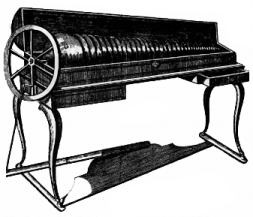
Benjamin Franklins glasharmonika.

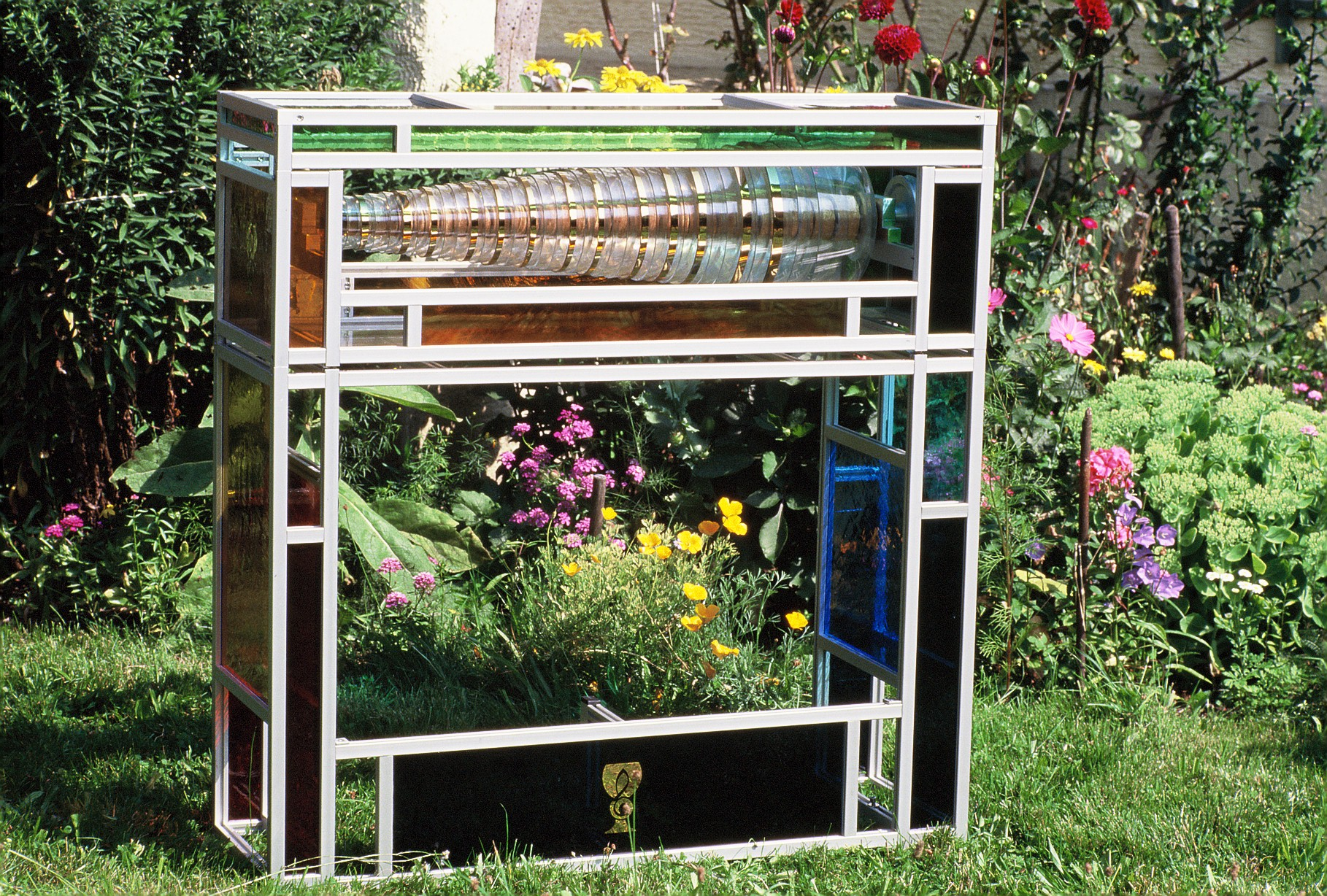
Glasharmonika, nytillverkad i Tyskland 2006.

Glasharmonika var ett av Benjamin Franklin 1763 uppfunnet musikinstrument, vars toner alstrades genom fingrarnas gnidning mot olika stämda glasklockor, fästa vid en gemensam axel, som genom en trampinrättning sattes i rotation, varvid klockornas kanter vidrördes med fuktade fingrar.
Ett halvt århundrade tidigare hade irländaren Richard Puckeridge sökt utföra musik genom att med fuktade fingrar beröra kanterna av dricksglas, stämda genom påfyllning med olika mängder vatten. Den första person som framförde en offentlig konsert på glasharmonika var Marianne Davies. Virtuos på glasharmonika var bland annat Jan Ladislav Dussek. Även Mozart, Beethoven, Donizetti (Lucia di Lammermoor), Carl Philipp Emanuel Bach, Johann Adolph Hasse, Václav Jan Tomášek, Anton Reicha, Jan Erik Mikalsen, Regis Campo, Etienne Rolin, Philippe Sarde, Damon Albarn, Tom Waits, Michel Redolfi, Cyril Morin, Stefano Giannotti, Thomas Bloch, Guillaume Connesson och Richard Strauss (Die Frau ohne Schatten) komponerade stycken för glasharmonika.